# 유영하
유영하(柳榮夏, 1962년 10월 19일~)는 대한민국의 법조인, 정치인이다. 제22대 국회의원이다. 본관은 풍산(豊山)으로, 류성룡(柳成龍) 영의정의 후손이다.

## 학력
- 대구서부국민학교 전학
- 군포국민학교 졸업
- 안양중학교 졸업
- 수성고등학교 졸업
- 연세대학교 사회과학대학 행정학 학사

## 경력
- 1992년: 제34회 사법시험 합격
- 1994년: 사법연수원 24기 수료
- 1995년 3월~1997년 2월: 창원지방검찰청 검사 임관
- 1997년 3월~1998년 3월: 광주지방검찰청 순천지청 검사
- 1998년 3월~2000년 2월: 청주지방검찰청 검사
- 1998년: '모범 검사상' 수상
- 2000년 2월~2002년 2월: 인천지방검찰청 검사
- 2002년 2월~2004년 1월: 서울북부지방검찰청 검사
- 2004년: 변호사 개업
- 2004년 2월: 유앤정 합동법률사무소 변호사
- 유영하법률사무소 대표
- 2004년~2012년: 한나라당 경기도당 군포시 당원협의회 위원장
- 2005년 8월: 박근혜 한나라당 대표의 전략기획위원회 부위원장
- 2007년: 법무법인 하우림 소속변호사
- 2007년: 제17대 대통령 선거 한나라당 대선 후보 경선 당시 박근혜 캠프 법률지원단장
- 2010년: 박근혜 한나라당 최고위원 법률 특보
- 2012년~2014년: 새누리당 경기도당 군포시 당원협의회 위원장
- 서울지방변호사회 인권위원
- 2014년~2016년 1월: 국가인권위원회 상임위원(차관급)
- 포항제철 법률고문
- 법무법인 산지 변호사
- 2016년 1월~2016년 3월: 제20대 국회의원 선거 서울 송파구 을 새누리당 국회의원 예비후보
- 2016년 11월: 박근혜-최순실 게이트에서 박근혜 대통령 개인 변호사로 선임
- 2022년 3월~2022년 4월: 제8회 전국동시지방선거 대구광역시장 국민의힘 예비후보
- 2022년 4월~2022년 5월: 2022년 6월 재보궐선거 대구 수성구 을 국민의힘 국회의원 예비후보
- 2024년 3월~2024년 4월: 제22대 국회의원 선거 국민의힘 대구선거대책위원회 클린선거본부장
- 2024년 4월 10일 대한민국 제22대 국회의원 선거 당선(대구 달서구 갑, 국민의힘, 초선)
- 2024년 5월~: 제22대 국회의원(대구 달서구 갑, 국민의힘, 초선)
  - 2024년 6월~: 제22대 국회 전반기 정무위원회 위원
    - 제22대 국회 전반기 정무위원회 법안심사제2소위원회 위원
    - 제22대 국회 전반기 정무위원회 예산결산심사소위원회 위원

  - 2024년 9월~: 제22대 국회 전반기 정보위원회 위원
  - 자유경제포럼 구성의원
  - 북한 그리고 통일 구성의원
  - 국회 인공지능 포럼 : 첨단기술과 사회·문화적 가치의 정립 구성의원
  - 2025년 3월~: 2025 APEC(아시아태평양경제협력체) 정상회의 지원 특별위원회 위원
  - 2025년 6월~ 제22대 국회 전반기 예산결산특별위원회 위원
  - 2025년 7월~2025년 7월 제22대 국회 헌법재판소재판관후보자를 겸하는 헌법재판소장(김상환) 임명동의에 관한 인사청문특별회 위원
- 2024년 5월~: 국민의힘 대구광역시당 달서구 갑 당원협의회 위원장
- 2025년 4월~: 국민의힘 SKT 소비자 권익 및 개인정보보호 태스크포스 위원
- 2025년 5월~2025년 6월: 제21대 대통령 선거 국민의힘 김문수 대통령 후보 대구 선거대책위원회 클린선거대책본부장

## 가족
- 슬하 3남 1녀

## 역대 선거 결과
|  | 35.99% |

|  | 47.09% |

|  | 48.67% |

|  | 71.39% |

## 소속 정당
| 소속 정당 | 소속 정당  | 소속 기간 | 비고      |
| --------- | ---------- | --------- | --------- |
|           | 한나라당   | 2004~2012 | 정계 입문 |
|           | 새누리당   | 2012~2017 | 당명 변경 |
|           | 자유한국당 | 2017~2020 | 당명 변경 |
|           | 무소속     | 2020      | 탈당      |
|           | 미래한국당 | 2020      | 입당      |
|           | 미래통합당 | 2020      | 합당      |
|           | 국민의힘   | 2020~현재 | 당명 변경 |

## 같이 보기
- 달서구 갑
- 대구 달서구의 국회의원